# Колодєєв Ілля Вікторович
Ілля́ Ві́кторович Колодє́єв (* 1997) — молодший сержант Збройних сил України, учасник російсько-української війни.
Станом на 2019 рік проживає в місті Кропивницький.

## Нагороди та вшанування
- Указом Президента України № 741/2019 від 10 жовтня 2019 року за «особисту мужність і самовіддані дії, виявлені у захисті державного суверенітету та територіальної цілісності України» нагороджений орденом «За мужність» III ступеня[3]